# Erythroxylum couveleense
Erythroxylum couveleense är en tvåhjärtbladig växtart som beskrevs av André Guillaumin. Erythroxylum couveleense ingår i släktet Erythroxylum och familjen Erythroxylaceae. Inga underarter finns listade i Catalogue of Life.